# 京都水族館

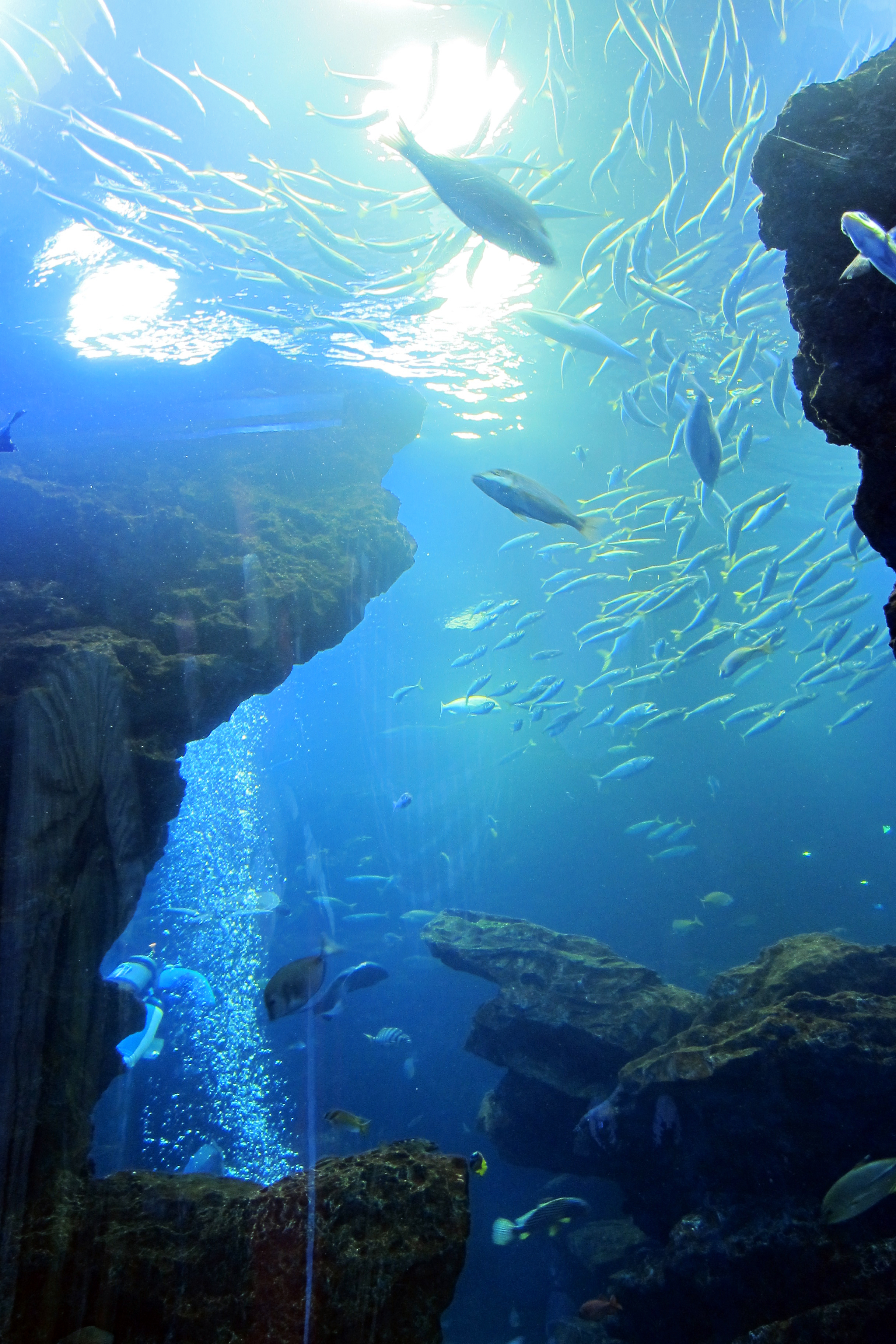

京都水族館（日语：京都水族館）是一座位於京都府京都市下京區梅小路公園的水族館。京都水族館開業於2012年3月14日，是日本首個完全使用人工海水的水族館。